# زنان در تاجیکستان
زنان در تاجیکستان به آن دسته از زنانی که بومی، ساکن یا از ملیت تاجیک هستند اشاره می‌کنند.

## پیشینه فرهنگی

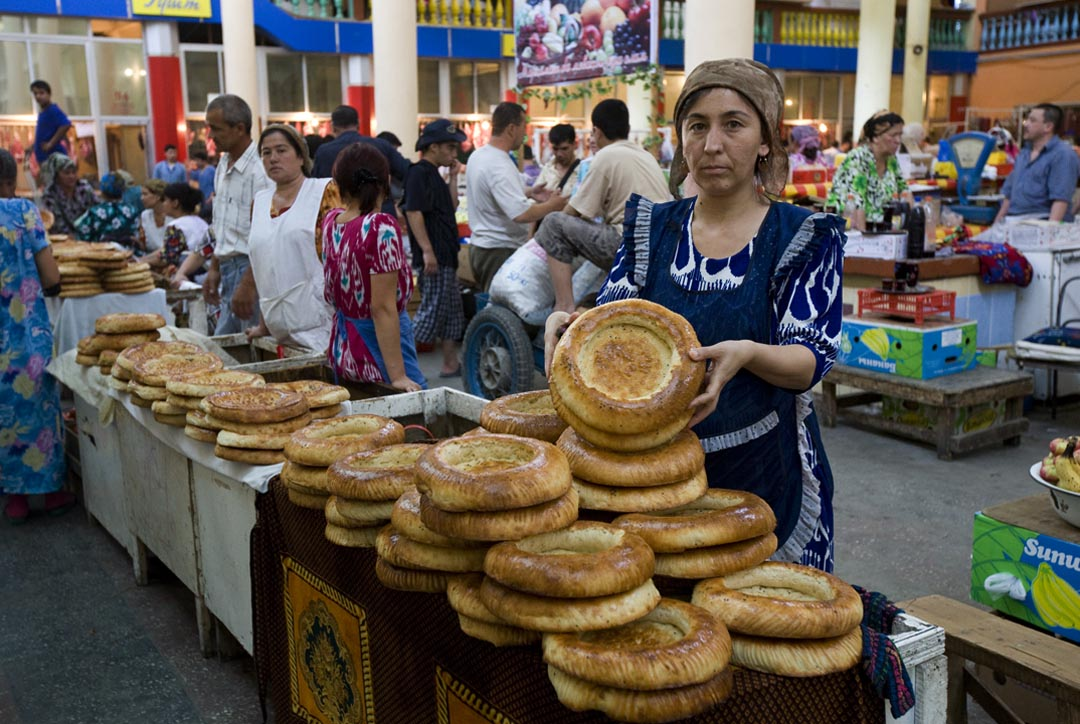
زنان تاجیکانی که در یک بازار نان می‌فروشند

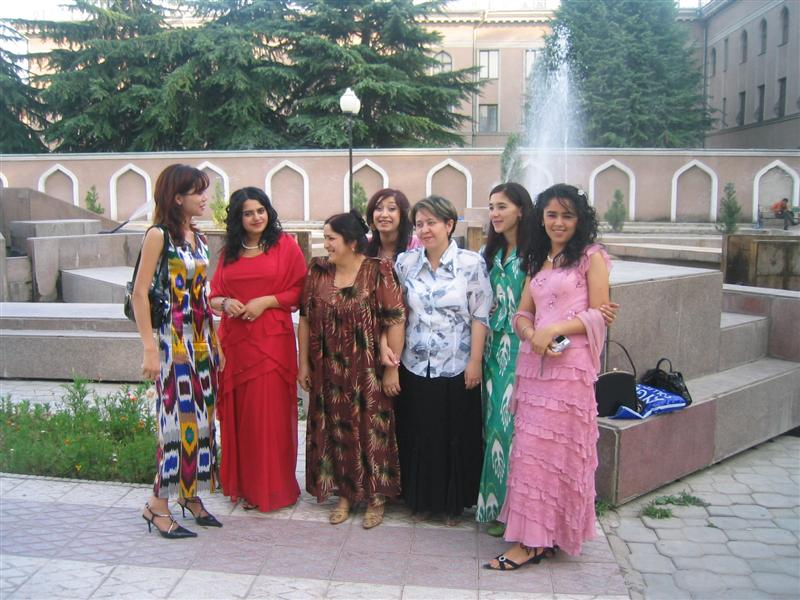
زنان و دختران تاجیک

تاجیکستان کشوری در آسیای میانه است که جمعیت آن اکثراً از مردم تاجیک تشکیل شده‌است (۸۴٫۳٪) و دارای اقلیت قابل توجهی ازبک ۱۳٫۸٪ و تعداد کمتری از قرقیزها، روسها، ترکمنها، تاتارها و عربها هستند. تاجیکستان یکی از فقیرترین کشورهای حوزه اتحاد جماهیر شوروی سابق است. این کشور عمدتاً روستایی و کشاورز هستند. از سال ۲۰۱۵، تنها ۲۶٫۸٪ از کل جمعیت در مناطق شهری زندگی می‌کردند. این کشور در دهه ۱۹۹۰، پس از سقوط اتحاد جماهیر شوروی، یک دوره بسیار پرتلاطم را تجربه کرد، با جنگ داخلی ۱۹۹۲–۹۷ به شدت به اقتصاد ضعیف خود آسیب رساند. حدود ۹۰٪ از جمعیت آن مسلمان هستند و بیشتر آنها از اسلام سنی پیروی می‌کنند.
زنان در تاجیکستان، گرچه در یک جامعه کاملاً مردسالار زندگی می‌کنند، اما میزان سواد بسیار بالایی با ۹۹٫۷ درصد (از سال ۲۰۱۵) دارند. اگرچه استفاده از روشهای پیشگیری از بارداری کم است (۲۷٫۹٪ از سال ۲۰۱۲)، اما کل باروری فقط ۲٫۷۱ کودک متولد شده / زن (برآورد ۲۰۱۵) است.
برخی معتقدند که مسئله اشتغال زنان در تاجیکستان پیچیده‌تر از آنچه است که در تبلیغات اتحاد جماهیر شوروی مشخص شد بود. بسیاری از زنان نه تنها به دلیل نگرش سنتی در مورد نقش زنان در جامعه، در خانه بودند، بلکه به این دلیل که بسیاری از آنها فاقد آموزش حرفه‌ای بودند و خدمات مراقبت از کودک در دسترس نبود. در اواخر دهه ۱۹۸۰، پیش دبستانی‌های تاجیکستان ۱۶٫۵ درصد از کودکان در سن مناسب در کل و ۲٫۴ درصد از کودکان روستایی را در خود جای دادند.

## تاریخ
در دوره اتحاد جماهیر شوروی این کشور شاهد اجرای سیاست‌هایی بود که برای تغییر وضعیت زنان در جامعه تاجیکستان طراحی شده بود. در دهه ۱۹۳۰، مقامات اتحاد جماهیر شوروی کارهایی را برای برابری زنان در تاجیکستان آغاز کردند، همان‌طور که در جای دیگر آسیای میانه انجام دادند. سرانجام تغییرات عمده ناشی از چنین برنامه‌هایی بود، اما در ابتدا با مخالفت شدید عمومی مواجه شدند. به عنوان مثال، زنانی که بدون حجاب سنتی مسلمانان در ملاء عام ظاهر می‌شوند، توسط جامعه ترد می‌شدند و حتی به دلیل اینکه برای خانواده‌های خود مایه شرم بوده‌اند، توسط بستگان به قتل رسیده‌اند.
جنگ جهانی دوم باعث افزایش اوج اشتغال زنان در خارج از خانه شد. با اکثر مردانی که به واسطه مطالبات جنگ از مشاغل غیرنظامی خود خارج شدند، کمبود نیروی کار را جبران کرد. اگرچه اشتغال زنان بومی در صنعت حتی پس از جنگ به رشد خود ادامه داد، اما پس از استقلال، بخش کوچکی از نیروی کار صنعتی باقی ماندند.
در اوایل دهه ۱۹۸۰، زنان ۵۱ درصد از جمعیت تاجیکستان و ۵۲ درصد از نیروی کار در مزارع جمعی و ۳۸ درصد از نیروی کار صنعتی، ۱۶ درصد کارگران حمل و نقل، ۱۴ درصد از کارگران ارتباطات و ۲۸ درصد از کارگران را تشکیل می‌دادند. خادمان این آمار شامل زنان روس و سایر ملیت‌های غیر آسیای میانه است.
در بعضی از مناطق روستایی، نیمی از زنان در اواسط دهه ۱۹۸۰ در خارج از خانه کار نمی‌کردند. در اواخر دوره اتحاد جماهیر شوروی، بیکاری زنان مسئله مهم سیاسی در تاجیکستان بود زیرا این امر به تبلیغات اتحاد جماهیر شوروی وابسته بود که اسلام را به عنوان یک عامل واپس گرایانه بر جامعه نشان می‌داد.

## خشونت خانگی
خشونت خانگی در تاجیکستان به دلیل ارزشهای سنتی مردسالارانه تاجیکستان و همچنین عدم تمایل مقامات از مداخله در آنچه که در تاجیکستان به عنوان «یک موضوع خانوادگی خصوصی» مشاهده می‌شود بسیار زیاد است. نزدیک به نیمی از زنان تاجیکستان مورد خشونت جسمی، روانی یا جنسی از سوی همسران خود قرار گرفته‌اند.
خشونت خانگی غالباً توسط جامعه تاجیکستان توجیه می‌شود: یک نظرسنجی یونیسف نشان داد که ۶۲٫۴ درصد از زنان در تاجیکستان ضرب و شتم همسر را در صورت عدم حضور زن بدون گفتن به شوهر توجیه می‌کنند. ۶۸٪ اگر با او مشاجره کند؛ ۴۷٫۹٪ اگر از برقراری رابطه جنسی با او امتناع ورزد.

## ازدواج اجباری و زودهنگام

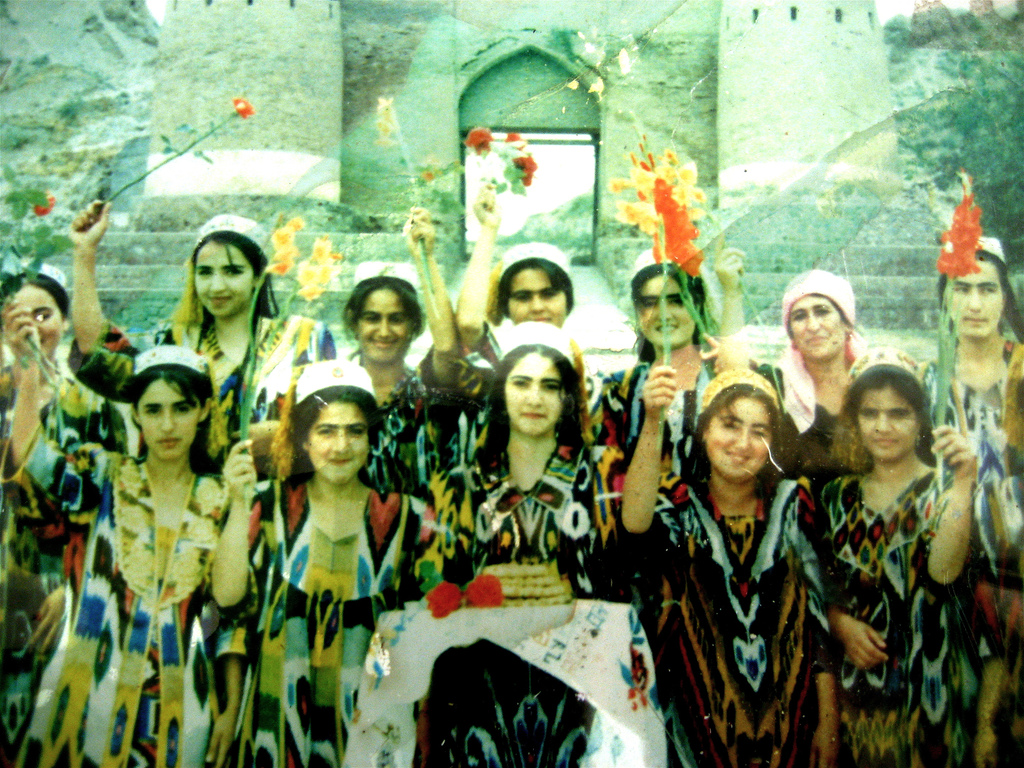
زنان تاجیک

اگرچه قوانین تاجیکستان ازدواج اجباری و کودکانه را منع می‌کند، اما این شیوه‌ها در سراسر کشور متداول است و اقدامات بسیار کمی برای مهار این آداب و رسوم انجام می‌شود. نرخ ازدواج کودکان در طول جنگ داخلی، هنگامی که والدین دختران خود را مجبور به ازدواج کردند، برای محافظت از عفت و زناشویی قبل از ازدواج خود (که می‌تواند از طریق تجاوز از دست برود، که می‌تواند بر «شهرت» خانواده تأثیر بگذارد) به شدت افزایش داشت. ترس از اینکه دختر مجرد باقی بماند، یکی دیگر از عواملی است که والدین را ترغیب به ترتیب ازدواج زودهنگام می‌کند.